# Casa Conrado
A Casa Conrado foi o primeiro ateliê de vitrais do Brasil. Foi fundado em 1889, em São Paulo, pelo imigrante alemão Conrado Sorgenicht, que era artesão na Europa. O ateliê foi mantido por três gerações de Sorgenichts antes de ser vendido, em 1989. 
A empresa produziu os vitrais de igrejas e monumentos de grande importância histórica e arquitetônica como a Catedral da Sé, a Casa das Rosas e o Mercado Municipal de São Paulo. Por mais que tenha atuado em todo o Brasil, a Casa sempre manteve a sua base em São Paulo, onde ainda estão os seus vitrais de maior destaque.
O ateliê foi administrado por três gerações de Sorgenichts e ficou em atividade por 100 anos. Estima-se que, nesse período, mais de 600 obras tenham sido feitas, mas a maioria não conta com identificação adequada e, portanto, não pode ser ligada à família Sorgenicht.
Além de produzir vitrais, que era o principal foco da empresa, a Casa Conrado também fabricou móveis com detalhes em vitral Crystallique e azulejos de cerâmica. Foi também a responsável por formar vários vitralistas, que foram aprendizes na Casa Conrado e mais tarde abriram seus próprios ateliês.
A Casa Conrado existe até hoje, mas bem menor do que já foi. Ela funciona em um escritório no Parque Santo Antonio (bairro da Zona Sul da capital de São Paulo), fazendo principalmente restaurações dos vitrais que produziu no passado.

## História
A Casa Conrado segue a longa tradição medieval de produção de vitrais, com poucas alterações nos métodos originais. Os fundadores da Casa são a família Sorgenicht, que é natural da Renânia, uma região da Alemanha cheia de Igrejas góticas e seus vitrais. No Brasil, ainda não existia nenhuma tradição de vitrais na época em que o primeiro Sorgenicht chegou ao país. A família Sorgenicht foi a primeira a trazer essa técnica para a região, mais especificamente à cidade de São Paulo.

## Imigração e fundação
Conrado Sorgenicht (1836-1901) chegou ao Brasil em 1874, época em que o país precisava de mão de obra barata para substituir o trabalho escravo e portanto atraía muitos europeus. Sorgenicht era um artesão alemão, que veio procurando trabalho e um clima mais quente. Depois de lutar na Guerra Franco-Prussiana, ele desenvolvera um reumatismo, e seu médico recomendou que ele se recuperasse num local com clima agradável. Ele veio com a esposa Josefina Burmann e os quatro filhos do casal. A família se estabeleceu na região litorânea de São Paulo, provavelmente no município de Iguape ou na região da Cananéia.
Em 1875, Conrado já estava com a saúde recuperada. Nesse mesmo ano, ele e sua família se mudaram para a cidade de São Paulo e abriram um ateliê. Lá, Conrado fazia serviços arquitetônicos como pintura de casas e de letreiros, tapeçaria, fingimento de mármores e de madeira (texturas imitando esses materiais) e aplicação de vidraças. Nessa época, o vidro produzido no Brasil ainda não era de suficiente qualidade para a produção de vitrais, então toda a matéria-prima era importada da Europa.
Nesse momento, São Paulo passava por um próspero momento de crescimento graças à produção de café. A ascendente elite cafeeira de São Paulo fazia com que a demanda por serviços decorativos aumentasse, o que beneficiou os Sorgenichts. Foi nesse contexto que a oficina de Conrado cresceu, e em 1889 foi propriamente fundada a Casa Conrado.
Conrado Sorgenicht II, um dos filhos do fundador, já demonstrava interesse em seguir o ofício do pai. Ele ajudava na produção de vidros e tinha interesse por arte. Quando ele tinha 20 anos, o ateliê estava prosperando e ele foi estudar artes na Itália. Ficou na Europa entre 1890 e 1895 e pode presenciar as mudanças que a Revolução Industrial fazia no Velho Continente.
Conrado II voltou para o Brasil e casou-se com uma brasileira, Olga Augusta Schloenbach, também descendente de imigrantes alemães em São Paulo. Em 1901, Conrado I faleceu e o filho assumiu o ateliê.

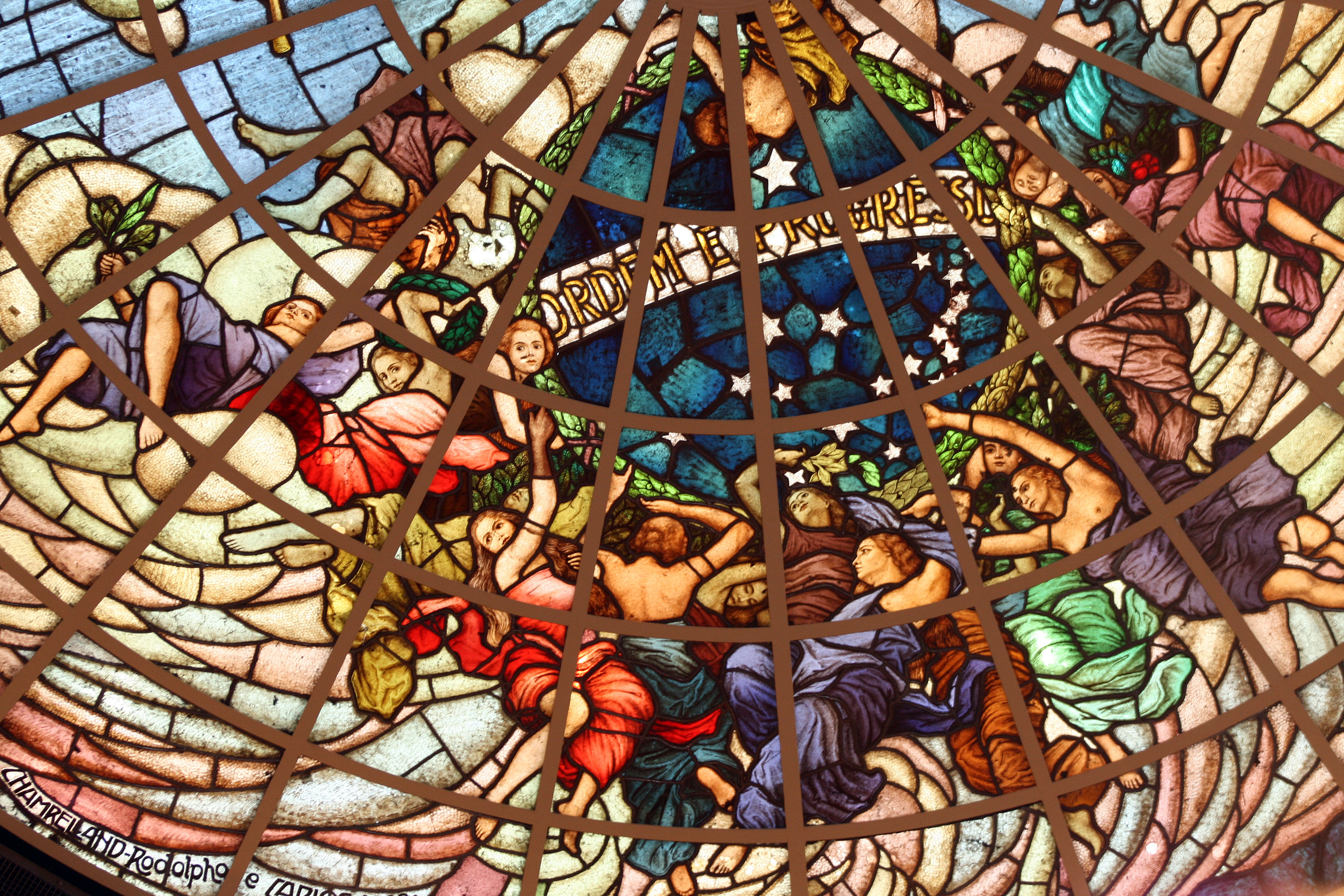
Vitral no Palácio Pedro Ernesto feito pela Casa Conrado

## Crescimento
Conrado Sorgenicht II (1870-1935) faz com que a Casa Conrado cresça ainda mais ao fazer parcerias com arquitetos e engenheiros responsáveis por moldar o crescimento da cidade de São Paulo. O engenheiro-arquiteto Ramos de Azevedo foi um grande apreciador dos vitrais da Casa Conrado. Seu escritório de arquitetura fez uma parceria com a Casa Conrado e várias das obras realizadas por ele contaram com os vitrais lá produzidos. O ecletismo, método científico e filosófico que propõe a coexistência de várias linhas de pensamento, ou no caso, estilos arquitetônicos, estava em voga na época. Isso permitia que os vitrais clássicos produzidos na Casa Conrado se conciliassem com os novos estilos que surgiam na crescente cidade.
"Conrado II fez muitos trabalhos de sua própria lavra, desenhava, pintava, trabalhava no fatura do vitral. Mesmo tendo feito uma quantidade enorme, sempre manteve muito bem o controle, definindo seu estilo, uma opinião plástica que transparece nos recortes e nos cores do vidro."
Nessa fase da Casa Conrado, eles já contavam com alguns funcionários. Isso permitia que vários projetos fossem trabalhados simultaneamente. Um vitral grande, para construções públicas que hoje são históricas, poderia levar anos para ser feito. Enquanto isso, encomendas menores para residências eram feitas no ateliê.
Conrado II teve três filhos, entre eles estava Conrado Sorgenicht III (1902-1994).

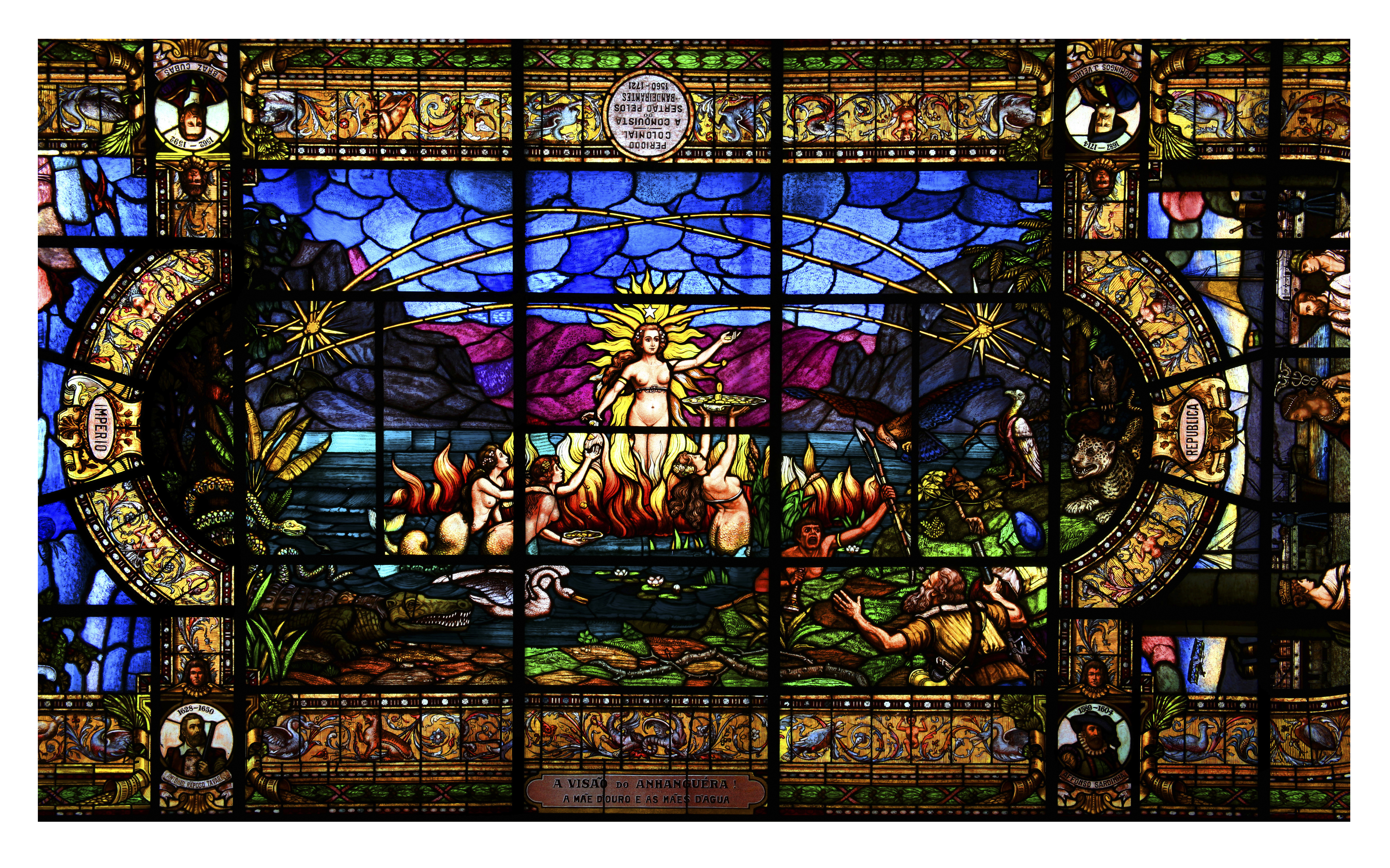
Vitral no interior da Bolsa do Café, em Santos

Assim como o pai, Conrado III cresceu produzindo, instalando e restaurando vitrais. Apesar de já ter produzido outras obras anteriormente, Conrado Sorgenicht III considerava o vitral da Bolsa do Café de Santos (feito em 1922) como o seu primeiro. O vitral foi uma parceria com o pintor Benedito Calixto, que já tinha um esboço do que procurava. Na década de 20, quando o nacionalismo estava em alta, esse vitral contava com cores e desenhos que faziam referência direta ao Brasil e desassociavam o vitral da imagem de produto importado, algo puramente europeu. Mas a sua obra favorita não foi essa, e sim o vitral "A Veneração de São Vicente", que está no hospital Beneficência Portuguesa de São Paulo.
Conrado III não tinhas as habilidades artísticas do pai e portanto fazia parcerias com artistas como Carlos Oswald, Gomide, John Graz, Arystarch Kaszkurewicz e Yolanda Mohalyi. A temática religiosa era a que mais lhe agradava, por mais que ele também fizesse vitrais residenciais. Ele conhecia as técnicas de trabalho com vidro e as ensinava aos seus funcionários. A produção de vitrais é uma arte que se mantém desde a Idade Média com mestres passando seus conhecimentos para seus aprendizes, e na Casa Conrado não foi diferente. Com o passar dos anos, esses funcionários começaram a ser capazes de passar para frente o conhecimento por conta própria e até a abrir as suas próprias casas de vitrais. Conrado III se distanciou então da fabricação dos vitrais e passou a apenas supervisionar a produção e controlar a qualidade dos vitrais.
Em 1928, Conrado III casa-se com Laura Lara Pereira Pinto, pintora, filha de tradicional família paulistana. Alguns anos depois, em 1932, ele luta na Revolução Constitucionalista, no Batalhão Fernão Dias Paes Leme.

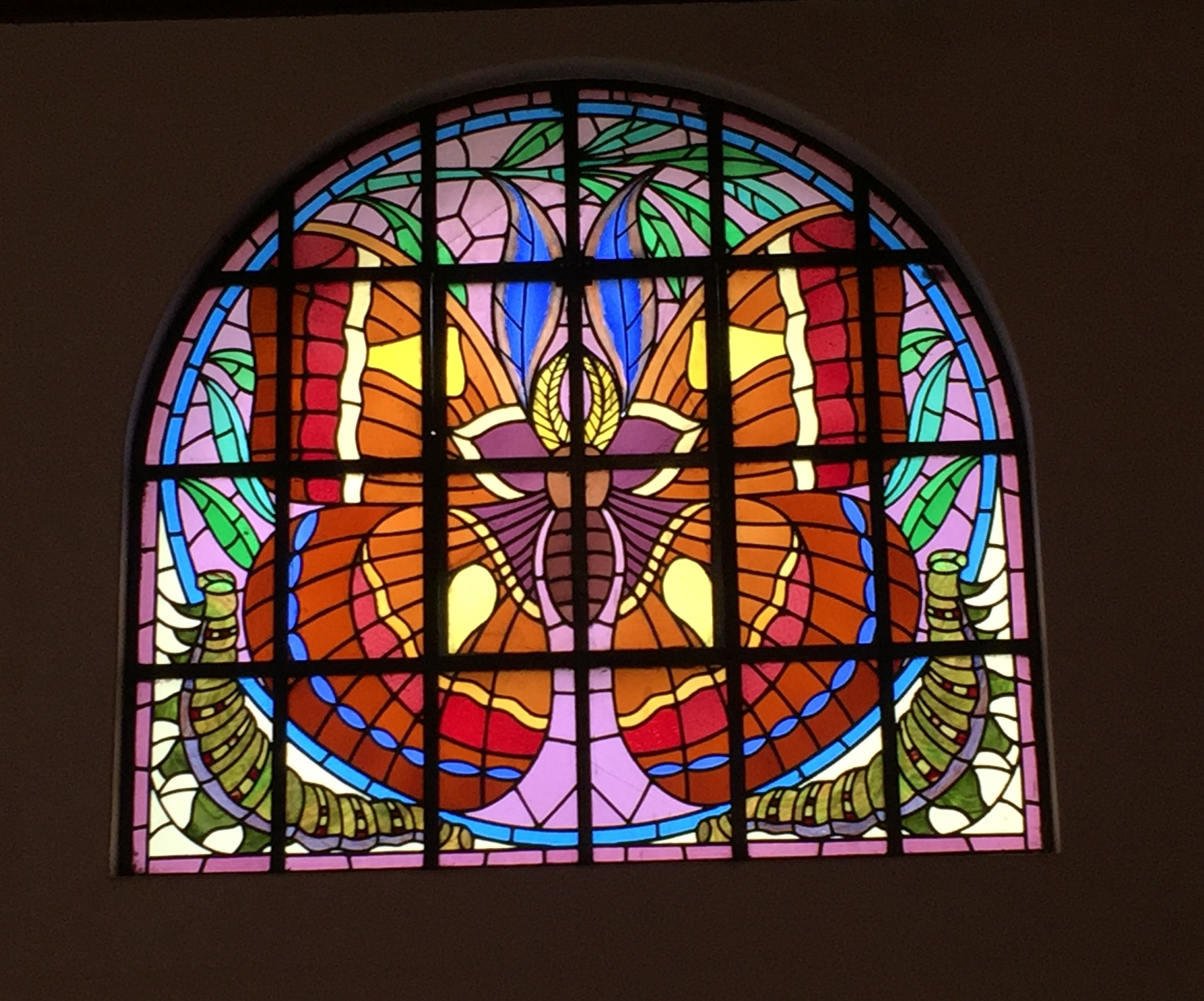
Vitral no Museu Florestal Octávio Vecchi, em São Paulo, feito pela Casa Conrado

## Períodos Áureos
A Casa Conrado teve dois períodos em que as suas melhores obras foram produzidas. O primeiro foi entre 1920 e 1935, sob a administração de Conrado Sorgenicht II. O segundo foi entre 1950 e 1965, sob a administração de Conrado Sorgenicht III. Durante esses períodos, o ateliê se envolveu em grandes projetos como os vitrais no Mercado Municipal de São Paulo e da Bolsa do Café, em Santos. O primeiro foi feito por Conrado II com a ajuda do filho, e o segundo é de autoria de Conrado III.
Nessas épocas, destacam-se as temáticas brasileiras, como as feitas no Museu Florestal Octávio Vecchi, em São Paulo, que retratam a fauna e flora brasileira em vitrais.

## Declínio
Com o passar dos anos, a posse de vitrais se tornou cada vez mais uma exclusividade das elites e de monumentos públicos. Para que a Casa Conrado não se fechasse a uma clientela tão pequena, Conrado III teve a ideia de vender objetos utilitários, produzidos em massa que pudessem incorporar trabalhos em vidro. Os dois Conrados (II e III) tinham voltado recentemente de viagens à Europa, onde a aplicação de vitrais a móveis estava começando a ser testada. Eles patentearam então o nome Crystallique (uma fusão das palavras Cristal e do sobrenome do vidreiro francês Reneé Lalique) e diversificaram a produção. O vidro era espesso e aplicado a móveis, lustres e luminárias. Mesmo que as vendas tenham continuado, o vitral sempre seria o carro-chefe da casa.
Por volta de 1930, mudanças na arquitetura brasileira levaram ao declínio da Casa Conrado. O ecletismo não era mais um estilo arquitetônico popular e era considerado uma forma de adoção de modelos europeus. As encomendas de igrejas foram o que impediram que o ateliê fechasse.

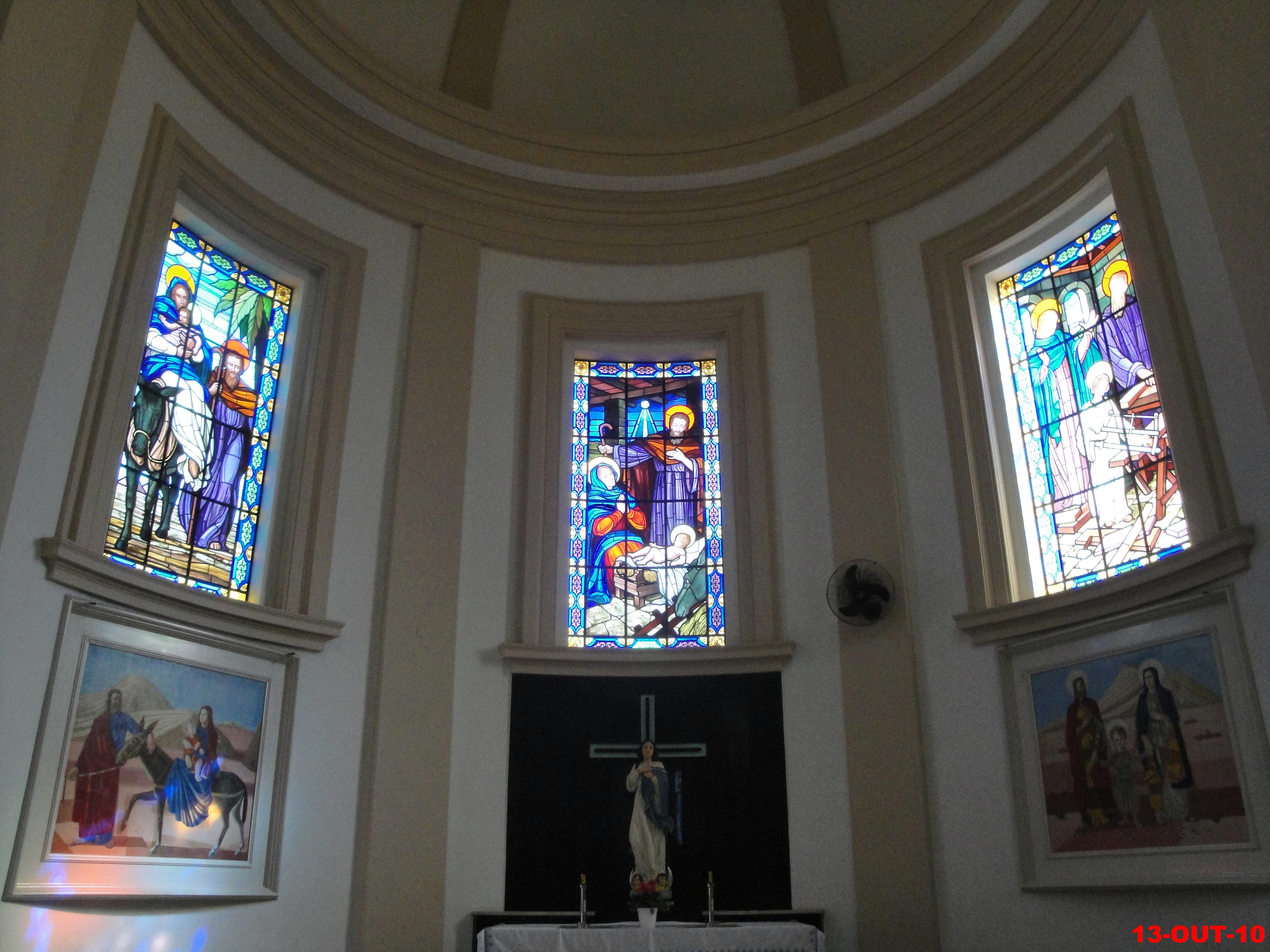
Vitrais na Igreja Matriz do Bom Jesus da Cana Verde em Batatais

Conrado II falece em 1935, de um derrame cerebral, e o seu filho assume o ateliê.
Em 1945, eles aumentaram a produção de móveis e voltaram a fazer azulejos de cerâmica. Continuaram também a fazer o trabalho de restauro de vitrais, originalmente feitos pela própria Casa Conrado. Essa diversificação proporcionou a volta do crescimento da Casa Conrado. Mas em 1963 a situação se complicaria novamente. A Casa agora atendia a todo o Brasil. A produção de cerâmica, antes uma atividade secundária, rivalizava a produção de vitrais. A concorrência para a produção de vitrais era grande e o mercado encolhia cada vez mais. As Igrejas, antes um público fiel, passaram a querer cada vez menos investir no que consideravam algo caro e de alta manutenção como os vitrais. O Brasil já dava sinais de se aproximar de uma crise econômica, o que diminuía ainda mais o público.
Em 1965, a fábrica Vitrais Conrado Sorgenicht Ltda. vai a falência. Todas as posses do ateliê são leiloadas e Conrado III vai trabalhar como professor no Liceu de Artes e Ofícios de São Paulo, formando fundidores, ceramistas e serralheiros. Fica na função por dois anos, e depois abre diversas empresas relacionadas a produção de vidros e vitrais. Nessa época, trabalhou principalmente na restauração dos vitrais feitos pela Casa Conrado.
Assim renasceu a Casa Conrado. Bem menor do que antes e dedicada principalmente à restauração.
Em 1989, Conrado III vendeu a Conrado Vitrais e Cristrais Ltda. para uma ex-funcionária. Faleceu em 1994.

## Métodos de produção
A produção de vitrais na Casa Conrado era muito semelhante à produção tradicional feita na Idade Média. No ateliê, encontravam-se cartazes com instruções para que os funcionários seguissem. Elas diziam:
| Os dez serviços essenciais na execução de um bom vitral são: 1- Projeto Artístico 2.- Ampliação do projeto para escala real, marcando bem as linhas de chumbo 3 - Decalaque sobre papel cartão e recorte dos moldes 4- Seleção dos vidros de cores e recortes deles com diamante, conforme moldes. | 5- Montagem provisória e pintura de detalhes 6- Fixação da pintura em elevada temperatura em forno ou mufla 7- Montagem do vitral e ligações das peças de vidro por meio de baguetes de chumbo 8- Os chumbos são soldados e estanhados 9- As peças do Vitral são emassadas e calafetadas 10- Colocação final nos caixilhos na obra |

## Projeto
Durante as três gerações da Casa Conrado, sempre se trabalhou com os chamados cartões. Tratava-se de um desenho, feito por um desenhista da Casa Conrado (ela chegou a contar com 12 deles) ou por um artista parceiro do ateliê. Normalmente, esse era um trabalho conjunto entre vitralista e artista para produzir um vitral que se adequasse bem à arquitetura e a iluminação do local em que ele seria colocado.
Em outros casos, a arte não partia de uma arte original, e sim da adaptação de uma obra preexistente que era então traduzida para o vitral. Esse processo era mais complicado, já que é difícil reproduzir com lealdade cores que não foram pensadas para vitrais. Também era comum usar obras preexistentes como inspiração para a criação de novos projetos feitos especialmente para virarem vitrais. Nesse caso a tradução não era literal, e sim uma interpretação livre que resultava numa nova obra.
De uma forma ou de outra, o cartão dava as linhas gerais da composição que seria feita, mostrando o desenho e sugerindo vidros que poderiam ser usados para obter o efeito desejado. Normalmente o cartão era feito numa folha A4 e era apresentado para aprovação do cliente.

## Planejamento
Com o cartão pronto, era a hora de planejar quais vidros seriam usados. Conrado Sorgenicht III, em palestra em São Paulo, falou um pouco sobre esse processo:
“... cabe analisar o material, o vidro de que se serviu o vitralista para a composição de seu painel vítreo. É importante verificar se ele apresenta o tradicional refulgir de pedrarias; se as suas cores são intensas e profundas; se sua matização é rica; se seu índice de refração é suficiente para que a luz se emita profusa e difusamente sem, contudo engendrar feixes luminosos que projetem nas paredes ou no solo traçado conteudista do vitral, mas somente suas cores".

## Execução

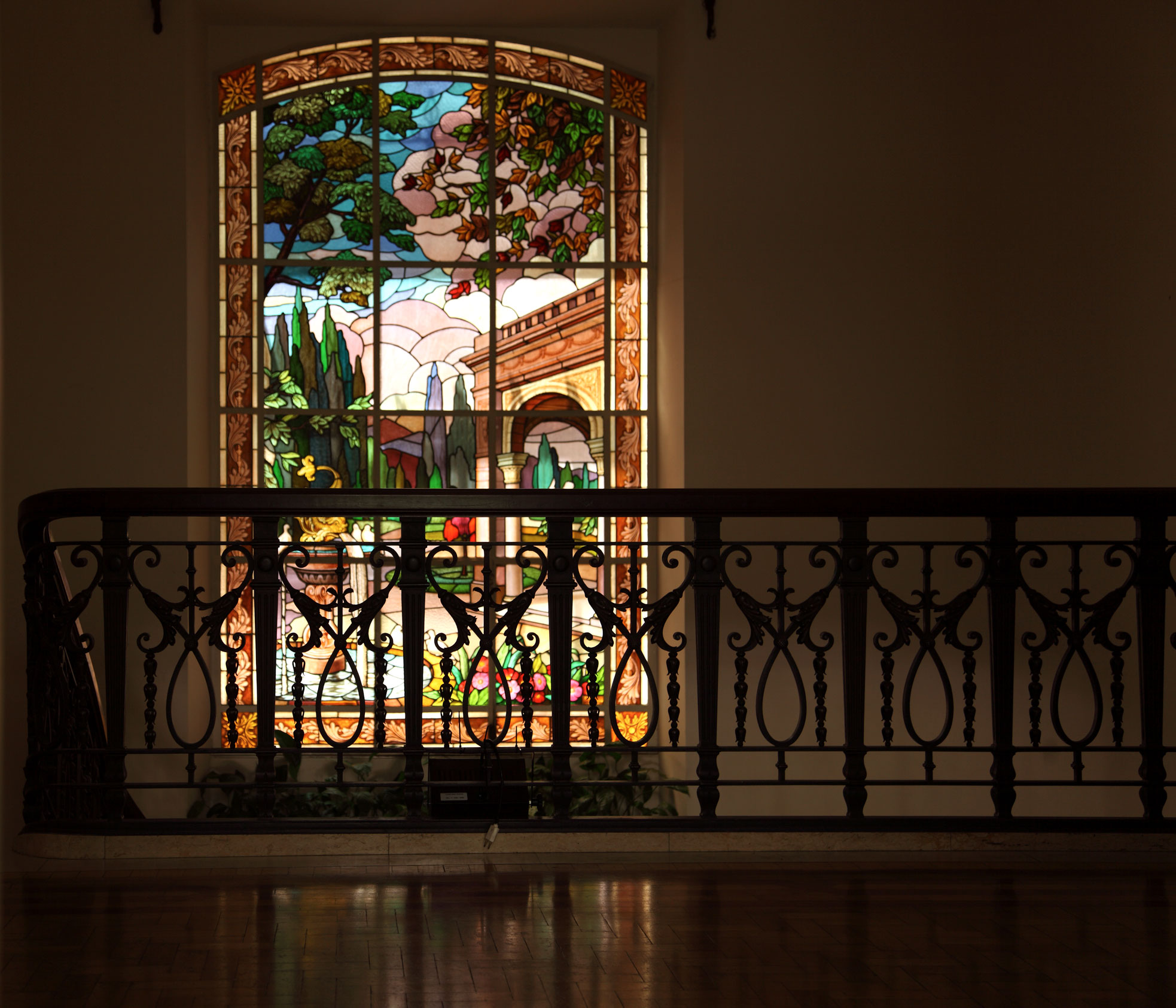
Vitral na Casa das Rosas feito pela Casa Conrado.

Com o projeto completo aprovado, a próxima etapa era ampliar a obra para o seu tamanho real em chumbo e em papel. A seleção dos vidros era feita por um profissional especializado, que deveria ser capaz de manter a mesma espessura em todo o vitral, além de conseguir a cor desejada pelo cliente. O vidro utilizado era importado da Europa, normalmente da própria Alemanha, de onde veio a família Sorgenicht. Os vidros mais utilizados pela Casa Conrado eram os antique, caracterizados por serem macios e cheios de bolhas.
Depois de escolhido o vidro, são cortados pedaços e vai se compondo o vitral em cima de uma mesa de madeira macia, com uma moldura de chumbo cercando a obra. Caso necessário, alguns pedaços de vidro são pintados e levados ao forno. Em seguida, toda a estrutura é soldada e impermeabilizada. Essa etapa é feita em pedaços, ou seja, sessões pequenas do vitral são soldadas para serem unidas apenas no momento da instalação.
O vidro é colocado apenas depois de toda a moldura de chumbo ter sido colocada no seu devido lugar, na construção final. Eles são aplicados com a utilização de uma massa mole, que seca em um dia.

## Relação das obras da Casa Conrado
Existem hoje 144 vitrais comprovadamente catalogados pela Casa Conrado no Brasil . Estima-se que hesita um número muito maior de vitrais produzidos por eles, mas a identificação pode ser complicada devido a fatores como a perda de registros ao longo dos anos e restaurações que podem mudar os vitrais, entre outros fatores.

### Igrejas na Capital
- 1) Catedral da Sé
- 2) Paróquia da lmaculada Conceição
- 3) Igreja Nossa Senhora Aparecida
- 4) Igreja Nossa Senhora Auxiliadora
- 5) Igreja Nossa Senhora do Brasil
- 6) Basílica de Nossa Senhora do Carmo
- 7) Igreja Nossa Senhora da Consolação
- 8) Igreja Nossa Senhora Mãe da Igreja
- 9) Igreja Nossa Senhora do Monte Serrat
- 10) Catedral Nossa Senhora do Paraíso (Rito Greco-Melquita)
- 11) Igreja Nossa Senhora do Perpétuo Socorro
- 12) Igreja Nossa Senhora do Rosário dos Homens Pretos
- 13) Igreja de Santa Cecília
- 14) Igreja de Santa Generosa
- 15) Igreja Santo Agostinho
- 16) Igreja São Domingos - (dominicanos)
- 17) Igreja São Francisco de Assis
- 18) Igreja São Geraldo
- 19) Igreja São João Bosco
- 20) Igreja São José
- 21) Igreja São Judas Tadeu
- 22) Igreja São Luiz Gonzaga - (jesuítas)
- 23) Igreja de São Paulo Apóstolo

### Capelas na Capital
- 1) Capela do Cemitério de Vila Nova Cachoeirinha -1970.
- 2) Capela do Clube de Campo de São Paulo.
- 3) Capela do Faculdade Santa Marcelino de Música e Artes Plásticas
- 4) Capela do Hospital Beneficência Portuguesa
- 5) Capela do Hospital das Clínicas
- 6) Capelas do Hospital Matarazzo
- 7) Capela do Hospital Santa Catarina
- 8) Capela do Morgue do Cemitério da Consolação
- 9) Capela do Morgue do Cemitério do Arassa
- 10) Capela do Morgue do Cemitério São Paulo

### Igrejas do Interior do estado de São Paulo
- 1) Americana – Basílica Santo Antônio de Pádua
- 2) Amparo - Igreja Matriz
- 3) Aparecida do Norte - Basílica de Nossa Senhora
- 4) Barueri - Igreja
- 5) Batatais - Igreja Matriz
- 6) Bebedouro - Igreja
- 7) Bragança - Igreja Matriz
- 8) Bocaina - Igreja Matriz
- 9) Caçapava - Igreja Matriz
- 10) Campinas - Catedral / lgreja N.Sra. Auxiliadora, / lgreja N.Sra. do Carmo/ Capela do Colegio São José.
- 11) Caraguatatuba - lgreja Matriz
- 12) Catanduva - lgreja de Santo Antonio
- 13) Campos do Jordao- lgreja
- 14) Descalvado - lgreja Matriz
- 15) Guaruja - lgreja Matriz
- 16) Guaratingueta - lgreja Matriz /lgreja de São Paulo Apóstolo
- 17) Itatiba - Basílica de Nossa Senhora do Belém
- 18) Jaú - Capela dos Padres Oblates
- 19) Jundial - lgreja Matriz de N.Sra. do Desterro / Igreja São João Batista (J. Pacaembu)
- 20) Lorena - Catedral
- 21) Olímpia - lgreja Matriz
- 22) Pindamonhangaba - lgreja Matriz de N. Sra. do Bom Sucesso
- 23) Ribeirão Preto - Catedral
- 24) Rio Claro - Capela
- 25) Santa Fé do Sul - Igreja Matriz São João Batista
- 26) São Bernardo do Campo - Capela da Faculdade de Engenharia Industriai-FEI
- 27) São João da Boa Vista - lgreja
- 28) São José do Barreiro - lgreja Matriz
- 29) São José dos Campos-  Capela do antigo Sanatório Vicentino Arantes.
- 30) São Sebastião - Igreja
- 31) Serra Negra - Igreja Matriz
- 32) Taquaritinga- Igreja Matriz
- 33) Tupa - Igreja

### Igrejas no Rio de Janeiro - Capital
- 1) Igreja da Boa Morte
- 2) Igreja N. Sra. de Copacabana
- 3) Igreja N. Sra. de Lourdes
- 4) Igreja da Paz
- 5) Igreja Santo Antonio Maria Zacarias r. do Catete, 113.(1970)
- 6) Igreja de Sant'Ana
- 7) Igreja Matriz de Santa Margarida Maria-cartão de Carlos Oswald (1955)
- 8) Igreja Matriz de Santa Tereza (1950)
- 9) Igreja de S.Joaquim
- 10) Igreja de S. Pedro Apóstolo no Encantado, Riocartoo de Carlos Oswald (1949)
- 11) Igreja Matriz de São Sebastião no Rio de Janeiro
- 12) Paróquia Nossa Senhora dos Naveganrtes (Bonsucesso, 1956)
- 13) Igreja Matriz de São João Batista da Lagoa (1940)

### Capelas no Rio de Janeiro Capital
- 1) Capela do Asilo São Vicente de Paula, em Vila Isabel
- 2) Capela do Colégio Santa Rosa de Lima-r. Voluntários da Pátria,n°110
- 3) Capela Mortuária da Igreja Nossa Senhora da Glória

### Interior
- 1) Campos- lgreja de Nossa Senhora do Rosário, Campos (1946)
- 2) Petrópolis -Capela do Panteão dos lmperadores, na Catedral de Petrópolis
- 3) Resende - Capela da Escola Militar
- 4) Teresópolis- Igreja
- 5) Volta Redonda - Capela da Companhia Siderúrgica Nacional

### Igrejas em Minas Gerais
- 1) Belo Horizonte - Catedral
- 2) Cambuí - lgreja Nossa Senhora do Carmo
- 3) Cambuquira - lgreja Matriz
- 4) Conselheiro Lafaiete - lgreja Matriz
- 5) ltajubá - Igreja
- 6) ltamonte - Igreja
- 7) Juiz de Fora - Capela das lrmos Sacramentistas
- 8) Mocóca - lgreja Matriz
- 9) Montes Claros - lgreja Coração de Jesus
- 10) Ouro Fino - lgreja Matriz
- 11) Pirapora - lgreja
- 12) Santa Rita do Sapucaí- lgreja Matriz
- 13) São João del Rey - lgreja da Santa Casa
- 14) São Sebastião do Paraíso - lgreja Matriz
- 15)  Santo Antônio do Amparo MG - Santuário de Santo Antõnio de Padua
- 16)Uberaba - lgreja N. Sra. do Rosário
- 17) Uberlândia - Igreja de Santa Teresinha (1941)
- 18) Viçosa - Santuário de Santa Rita de Cássia

### Igrejas em Santa Catarina
- 1) Blumenau - Igreja Luterana
- 2) ltajaí - Igreja

### Igrejas no Paraná
- 1) Marcelino Ramos- Igreja Matriz
- 2) Maringá - Igreja
- 3) Curitiba - Catedral Basílica Menor de Nossa Senhora da Luz dos Pinhais

### Mato Grosso
- 1) Santo Antonio do Leverger- lgreja Matriz

### Bahia
- 1) Alagados - Igreja

### Obras Profanas em São Paulo - Capital
- 1) Banco do Brasil - Agência Boa Vista
- 2) Banco do Brasil - Agência São João
- 3) Beneficência Portuguesa- Salão Nobre do Sociedade de B.P.(l955)
- 4) Bolsa de Valores de São Paulo
- 5) Casa de Alfredo Mathias - Av. Paulista (demolida)
- 6) Casa de Florindo Beneducci - no Pasaiso (demolida)
- 7) Casa de Godoy Moreira - Rua dos lngleses (demolida)
- 8) Casa de Jorge Street- Campos Elisios (demolida)
- 9) Casa de Nagib Salem- av. Paulista (demolida)
- 10) Casa de Paulo Taufik Camasmie- av. Paulista (demolida)
- 11) Cine Bristol - av. Paulista, n° 2064
- 12) Cine Liberty - av. Paulista, n° 2064- São Paulo
- 13) Estação Júlio Prestes- Antiga Estação da Estrada de Ferro Sorocabana
- 14) Estação da Estrada de Ferro Sorocabana - arquitetura de Samuel das Neves e Cristiano Stokler das Neves - (construída entre 1926-38)
- 15) Faculdade de Direito do Largo São Francisco - USP (1934)
- 16) Fundação Armando Alvares Penteado - FAAP
- 17) Mercado Municipal de São Paulo (1933)
- 18) Museu Botânico de São Paulo[21]
- 19) Museu Florestal "Octávio Vecchi" - Horto Florestal
- 20) Museu Meteorológico do Parque de Ciências e Tecnologia da USP
- 21) Museu de Zoologia da USP.
- 22) Palácio das Indústrias - arquitetura de Ramos de Azevedo (1915)
- 23) Palácio da Justiça
- 24) Parque Fernando Costa
- 25) Redação do jornal - O Estado de São Paulo
- 26) Restaurante La Casserole - Largo do Arouche nº 346 - República (1960)

### Obras Profanas no Interior
- 1) Banco do Brasil - Agência em Santos
- 2) Balneário de Santos
- 3) Bolsa do Café de Santos
- 4) Cine Liberty - Ribeirão Preto
- 5) Sabesp de Santos (1934)
- 6) Alfândega de Santos

### Obras Profanas em Outros Estados
- 1) Cine Jandáia - em Salvador, Bahia
- 2) Hotel Central - Flamengo - Rio de Janeiro
- 3) Museu Militar no Palácio do Exército - Rio de Janeiro
- 4) Termas de Araxá - Minas Gerais
- 5) Termas de Poços de Caldas[22]
- 6) Hotel Tamareiras - Uberaba - MG

## Ver Também
- Vitral
- Vidro
- História de São Paulo
- Arquitetura brasileira